# 黑船來航
黑船来航（日语：／ Kurofune raikō */?，又稱黑船事件）是指日本嘉永六年（1853年）美國海軍准将馬休·佩里率艦隊駛入江戶湾浦賀海面的事件，佩里帶著時任美國總統米勒德·菲爾莫爾的國書向江戶幕府致意，最後雙方於次年（1854年）簽定不平等條約《神奈川條約》（日本通稱為《日美和亲条约》）。此事件一般被視作日本歷史幕末時代的開始。

## 背景

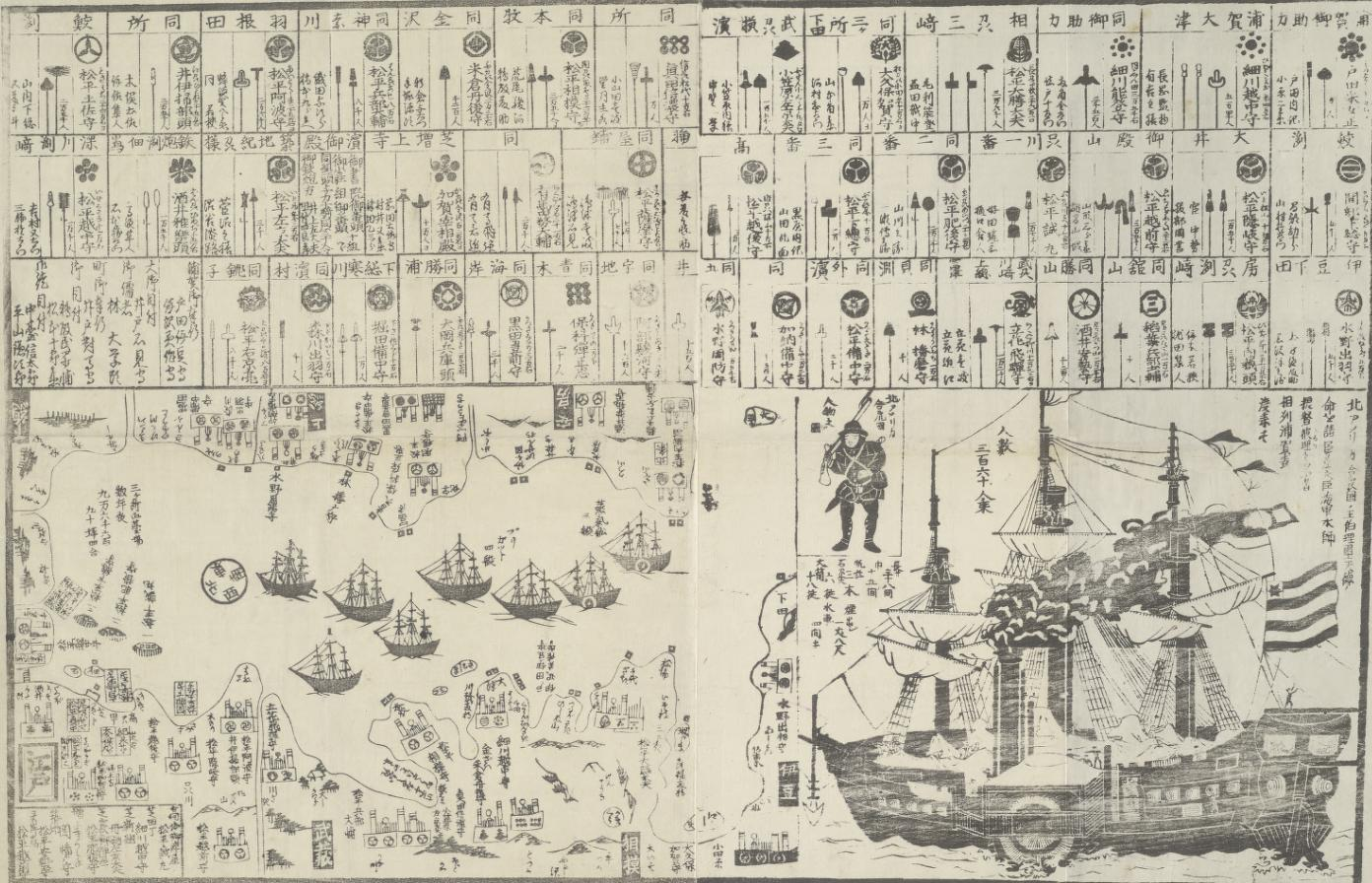
黑船圖

19世紀，美國為其亞洲進出與捕鯨事業，需要確保在遠東的停靠港口。1837年，美國商人金‧查爾斯（Charles King ）的摩利森號（Morrison）在試圖駛進江戶時遭日本砲擊，是為摩利森號事件；金‧查爾斯於事後發表《基督教世界對日本及馬來西亞的主張》（The Claims of Japan and Malaysia upon Christendom, 1839），主張美國控制日本。
1842年，中國於鴉片戰爭戰敗，促使幕府放棄驅除外國船。
1844年7月2日，荷蘭軍艦巨港號抵達長崎，翌日將荷蘭國王威廉二世書信交由幕府將軍德川家慶，建議幕府開國，是為「和蘭告密」但幕府未同意。
1845年，捕鯨船長庫柏救助漂流日本人，與浦賀奉行會面，但未達成任何商業協議。
1846年，美國海軍准將詹姆斯·贝特尔率領風帆戰艦和小型風帆戰船各一艘來到日本要求開國，但被江戶幕府拒絕。1852年，長崎荷蘭商館館長庫修斯聽說美國艦隊即將派遣一支備戰的艦隊來到日本的消息，便把此事告知幕府並勸說簽訂日荷通商條約當作對策，但江戶幕府仍不為所動。

## 經過
佩里率領的四艘舰船——密西西比号巡洋艦、薩斯喀那號巡洋艦、萨拉托加号砲艦和普利茅斯号砲艦——一共载炮六十三门，1852年11月24日由美國東岸諾福克出發，橫渡大西洋，繞過非洲好望角北上進入印度洋，1853年5月4日到上海，5月26日到琉球国，7月8日（嘉永6年6月3日）到浦賀。這些船隻由於船體被塗上有防止生鏽的黑色柏油，而被日本人稱為「黑船」。佩里要求将美国总统的國書递交日本官方。黑船的出現給日本带来莫大的骚动，當晚江戶城一片混亂。
當時日本民間流傳著一首狂歌，對此事件有描述：
「上喜撰」是一種日本茶，與「蒸汽船」諧音；整句的意思是說：「上喜撰（蒸汽船）唤醒太平梦，僅需四杯無夜能眠。」，正是諷刺幕府僅被四艘黑船弄得驚慌失措之荒謬局面。
德川幕府不敢拒絕美國的要求，時值幕府將軍德川家慶重病，幕府老中阿部正弘以此為由稱需要更多時間做決定。由於佩里還有其他要事而没有轻易动武，但佩里預告他一年後還會再来，隨後率舰绕航江户湾；7月17日（嘉永6年6月12日），艦隊離開江戶，返回英國殖民地香港島。十天後，德川家慶病逝。
1854年2月13日（嘉永7年1月16日），佩里率领九艘军舰駛入江户灣；這一次幕府諸臣无计可施，被迫与美国缔结《神奈川條約》，打开国门。佩里艦隊於1854年6月25日（嘉永7年6月1日）離開下田。
- 萨斯奎哈纳号
- 萨拉托加号

## 影響
- 江户幕府解除禁止诸藩建造大船的禁令，中岛三郎助的《嘉永上书》提到：“为了防卫江户湾……应当添置军舰三十艘，其中三分之二分配给负责守卫江户的诸藩，其余的三分之一则配属浦贺奉行所……。”两个月后，凤凰丸竣工。